# Sarvijärvi (sjö i Finland, Norra Österbotten, lat 65,50, long 29,05)
Sarvijärvi är en sjö i Finland. Den ligger i kommunen Taivalkoski i landskapet Norra Österbotten, i den nordöstra delen av landet, 600 km norr om huvudstaden Helsingfors. Sarvijärvi ligger 253,4 meter över havet. Arean är 24,8 hektar och strandlinjen är 2,73 kilometer lång. Sjön  ingår i Uleälvens huvudavrinningsområde. 